# Grays næbhval
Grays næbhval (Mesoplodon grayi) er en art i familien af næbhvaler i underordenen af tandhvaler. Dyret bliver 4,5-5,6 m langt og vejer 1-1,5 t.